# Battaglia di Antivari
La battaglia di Antivari si svolse il 16 agosto 1914 al largo della costa del Montenegro, presso Antivari, tra la flotta anglo-francese e due unità della Marina austriaca.

## Antefatti
Dopo che la guerra fu dichiarata tra la Francia e l'Austria, il 13 agosto, venne ordinato all'ammiraglio Augustin Boué de Lapeyrère di iniziare una manovra decisa contro gli austriaci, nel tentativo di far uscire l'intera flotta nemica per distruggerla in una sola battaglia decisiva. Attaccare però direttamente la base navale a Pola o penetrare nella baia di Cattaro era impensabile. L'ammiraglio de Lapeyrère trovò la soluzione attaccando le navi che sorvegliavano Antivari, in modo da attirare la flotta nemica e di smantellare il blocco austriaco al Montenegro, impressionando anche la ancora neutrale Italia.
Il 6 agosto il Montenegro dichiarò guerra all'Impero Austro-Ungarico e l'8 gli incrociatori Zenta, Szigetvar e il cacciatorpediniere Ulan colpirono la ferrovia e la stazione radio di Antivari. Il 10 agosto venne stabilito un blocco navale di Antivari: le navi che sorvegliavano il blocco a turno erano gli incrociatori Zenta e Szigetvar, e i cacciatorpediniere Ulan, Streiter e Usoke.

## Ordine di battaglia[1]

### Triplice Intesa

#### Francia
Corazzate:
- Courbet (ammiraglia)
- Jean Bart

Corazzate pre-dreadnought:
- Danton
- Diderot
- Vergniaud
- Voltaire
- Condorcet
- Vérité
- République
- Patrie
- Justice
- Démocratie

Incrociatori:
- Julien de la Gravière
- Jules Michelet
- Ernest Renan
- Edgar Quintet
- Léon Gambetta
- Victor Hugo
- Jules Ferry

5 squadroni di cacciatorpediniere

#### Regno Unito
Incrociatori:
- HMS Defence
- HMS Warrior

3 divisioni di cacciatorpediniere

### Imperi centrali

#### Impero Austro-Ungarico
Incrociatori:
- Zenta

Cacciatorpediniere:
- Ulan

## Battaglia
Il 16 agosto il turno di sorveglianza del blocco navale di Antivari toccava all'incrociatore Zenta e al cacciatorpediniere Ulan. Alle 07:46 del mattino le navi austriache avvistarono del fumo a sud-sudovest. Il commodoro Paul Pachner fece virare le navi per tornare alla base. Viaggiando verso nord, però, alle 08:25 avvistarono del fumo anche a nord. Era chiaro che erano stati circondati dalla Flotta del Mediterraneo francese che aveva tagliato loro ogni via di fuga. Il cacciatorpediniere Streiter, salpato da Cattaro per dare il cambio alla Ulan, alle 08:30 avvistò molte più navi a sud, oltre alle due austriache, così ritornò in porto. Pachner ordinò alla Ulan di fuggire e raggiungere il porto di Cattaro dove sarebbe stata in salvo, cosa che fece arrivando in porto alle 10:00 circa, sotto il fuoco pesante delle navi nemiche. Nel frattempo la Zenta virò verso nord-est avvicinandosi alla costa dove era difficile colpirla e da dove era più facile fuggire se la nave stava affondando. I francesi, giunti a portata dei loro cannoni, spararono per intimidire, chiedendo alla nave austriaca di fermarsi e di arrendersi: quest'ultima rifiutò.
La battaglia iniziò alle 08:40. Il raggio d'azione delle navi anglo-francesi era molto superiore, ed esse sparavano anche da 12 km di distanza. Alle 08:50, la Zenta subì il primo colpo ma nonostante tutto quando la portata dei suoi cannoni raggiunse il nemico, cominciò anch'essa a sparare. Quando la nave fu colpita nuovamente, stavolta ad un tubo del vapore, fu costretta a fermarsi. Il successivo fuoco incrociato francese devastò ciò che restava della nave, finché non fu colpita sotto la linea di galleggiamento e cominciò ad affondare. Alle 09:20 venne dato l'ordine all'equipaggio di abbandonare la nave che raggiunse la riva montenegrina presso Castellastuana, dopo diverse ore di nuoto; 150 dei 324 uomini della nave si salvarono mentre il 54% dell'equipaggio morì. I marinai furono liberati il 15 gennaio 1916 dopo la capitolazione del Montenegro.
Le navi dell'Intesa non furono risparmiate dai colpi della Zenta: sul Condorcet furono colpiti due cannoni da 24 cm, sul Justice un cannoncino da 19 cm.

## Conseguenze
Il piano di de la Lapeyère di attirare all'aperto la flotta austriaca fallì: infatti gli austriaci, vista la forza e il numero di navi della Flotta del Mediterraneo francese, decisero di rimanere in porto, sicuri che in battaglia avrebbero di certo perso. L'ammiraglio francese però non aveva previsto questa eventualità e fu costretto a far ritirare le proprie navi, a corto di carbone.
La prima battaglia navale della prima guerra mondiale mostrò all'Intesa che gli austriaci non si sarebbero arresi facilmente. All'inizio della guerra, infatti, la Marina austriaca era considerata inferiore a quelle delle altre potenze mondiali ma questa battaglia mise in luce la resistenza austriaca che l'Intesa avrebbe dovuto affrontare per dominare l'Adriatico.